# Stupeň B1058 Falconu 9
Stupeň B1058 Falconu 9 je první stupeň rakety Falcon 9 vyráběné společností SpaceX, jedná se o exemplář verze Block 5. Poprvé tento první stupeň letěl v květnu 2020, kdy vynášel pilotovanou kosmickou loď Crew Dragon na misi Crew Dragon Demo 2. Poté úspěšně přistál na mořské plošině OCISLY.
Stupeň byl použit na misi s jihokorejským vojenským komunikačním satelitem Anasis-II. Vzhledem k tomu, že od jeho posledního letu uplynulo jen 51 dní a 2 hodiny, překonal tento stupeň rekord v co nejrychlejším opakovaném použití orbitálního nosiče nejen v rámci SpaceX (který od února 2020 držel stupeň B1056 s 62 dny a 15 hodinami) ale i historicky (který od roku 1985 držel raketoplán Atlantis s 54 dny a 9 hodinami). Po vynesení satelitu úspěšně přistál na plošině JRTI, čímž v rámci své služby už využil obě aktivní přistávací plošiny SpaceX.
Popáté letěl 24. ledna 2021, kdy bylo v rámci první sdílené mise SpaceX , s názvem Transporter-1, vyneseno rekordních 143 různých malých družic, včetně 10 družic Starlink. Šestý let proběhl 11. března 2021, kdy bylo vyneseno dalších 60 družic Starlink.

## Historie letů
| Číslo použití | Datum startu (UTC) | Let číslo | Doba mezi starty | Náklad              | Start | Místo startu | Přistání | Místo přistání | Poznámky |
| ------------- | ------------------ | --------- | ---------------- | ------------------- | ----- | ------------ | -------- | -------------- | -------- |
| 1             | 30. květen 2020    | 85        | —                | Crew Dragon Demo 2  |       | KSC LC-39A   |          | OCISLY         |          |
| 2             | 20. červenec 2020  | 89        | 51 dní           | Anasis-II           |       | CCAFS SLC-40 |          | JRTI           |          |
| 3             | 6. října 2020      | 94        | 78 dní           | Starlink V1 L12     |       | KSC LC-39A   |          | OCISLY         |          |
| 4             | 6. prosince 2020   | 101       | 60 dní           | SpaceX CRS-21       |       | KSC LC-39A   |          | OCISLY         |          |
| 5             | 24. ledna 2021     | 106       | 49 dní           | Transporter-1       |       | CCAFS SLC-40 |          | OCISLY         |          |
| 6             | 11. března 2021    | 110       | 46 dní           | Starlink v1-L20     |       | CCAFS SLC-40 |          | JRTI           |          |
| 7             | 7. dubna 2021      | 113       | 27 dní           | Starlink v1-L23     |       | CCAFS SLC-40 |          | OCISLY         |          |
| 8             | 15. května 2021    | 118       | 38 dní           | Starlink v1-L26     |       | KSC LC-39A   |          | OCISLY         |          |
| 9             | 13. listopadu 2021 | 128       | 182 dní          | Starlink v1.5-L4-1  |       | CCAFS SLC-40 |          | JRTI           |          |
| 10            | 13. ledna 2022     | 136       | 61 dní           | Transporter-3       |       | CCAFS SLC-40 |          | LZ-1           |          |
| 11            | 21. února 2021     | 141       | 39 dní           | Starlink v1.5-L4-8  |       | CCAFS SLC-40 |          | ASOG           |          |
| 12            | 6. května 2022     | 152       | 73 dní           | Starlink v1.5-L4-17 |       | CCAFS LC-39A |          | ASOG           |          |
| 13            | 7. července 2022   | 162       | 62 dní           | Starlink v1.5-L4-21 |       | CCAFS SLC-40 |          | JRTI           |          |